# Chata Slaná voda
Chata Slaná voda – górskie schronisko turystyczne na Słowacji w Beskidach Orawskich, na południowo-zachodnich stokach masywu Babiej Góry, nad potokiem Slaná voda. Położone jest na wysokości 750 m n.p.m.

## Warunki pobytu
Obiekt dysponuje 80 miejscami noclegowymi (34 miejsca w budynku głównym, 46 w budynkach przyległych). Prowadzi punkt informacji turystycznej, oferuje pełne wyżywienie (restauracja) oraz możliwość organizacji imprez okolicznościowych. W schronisku znajdują się basen i sauna. Obok budynku znajduje się parking.

## Szlaki turystyczne
Orawska Półgóra – Chata Slaná voda – Mała Babia Góra (1517 m)
  Chata Slaná voda – Babia Góra (1725 m)